# Primera División Uruguaya 1934
Il campionato era formato da dieci squadre e il Nacional vinse il titolo. Non vi furono retrocessioni.

## Classifica finale
| Pos. | Squadra              | G  | V  | N  | P  | GF | GS | Punti |
| ---- | -------------------- | -- | -- | -- | -- | -- | -- | ----- |
| 1    | Nacional             | 27 | 17 | 7  | 3  | 51 | 17 | 41    |
| 2    | Peñarol              | 27 | 15 | 8  | 4  | 51 | 31 | 38    |
| 3    | Montevideo Wanderers | 27 | 15 | 5  | 7  | 47 | 28 | 35    |
| 4    | Rampla Juniors       | 27 | 10 | 8  | 9  | 42 | 37 | 28    |
| 5    | Defensor             | 27 | 11 | 3  | 13 | 41 | 44 | 25    |
| 6    | River Plate          | 27 | 8  | 9  | 10 | 30 | 36 | 25    |
| 7    | Central              | 27 | 5  | 14 | 8  | 32 | 40 | 24    |
| 8    | Racing Montevideo    | 27 | 5  | 11 | 11 | 29 | 43 | 21    |
| 9    | Sud América          | 27 | 6  | 7  | 14 | 30 | 46 | 19    |
| 10   | Bella Vista          | 27 | 3  | 8  | 16 | 22 | 53 | 14    |

G = Partite giocate; V = Vittorie; N = Nulle/Pareggi; P = Perse; GF = Goal fatti; GS = Goal subiti; 

## Classifica marcatori
| Gol |  |  | Giocatore     | Squadra  |
| --- |  |  | ------------- | -------- |
| 13  |  |  | Aníbal Ciocca | Nacional |